# Anna Jarosik
Anna Maria Jarosik primo voto Tomala (ur. w 1986) – polska aktorka filmowa, telewizyjna i teatralna. 

## Życiorys
W 2016 roku ukończyła studia na Akademii Sztuk Teatralnych im. Stanisława Wyspiańskiego w Krakowie. Zdobyła nagrodę ZASP-u na Festiwalu Teatralnym w Łodzi za rolę w spektaklu „Niech żyje wojna”. Współpracuje i gra w warszawskich teatrach. Pracuje w dubbingu oraz jako instruktorka teatralna.
Jest córką aktorki Elżbiety Jarosik. W 2018 poślubiła aktora Michała Tomalę, z którym rozwiodła się w 2022.

## Filmografia
| Rok       | Tytuł                    | Rola                                               | Uwagi                             |
| --------- | ------------------------ | -------------------------------------------------- | --------------------------------- |
| 2014      | Mur                      | córka                                              |                                   |
| 2014      | M jak miłość             | pielęgniarka Klaudia                               | odc. 1050, 1053, 1054, 1056, 1059 |
| 2015      | Prokurator               | pokojówka                                          | odc. 4                            |
| 2016      | Ojciec Mateusz           | Marzena Śliwińska                                  | odc. 196                          |
| 2016      | Przyjaciółki             | Justyna Stępień, pracownica kancelarii Jeleńskiego | odc. 88, 90, 92                   |
| 2017      | Niania w wielkim mieście | Hanna Raczek, niania                               | odc. 8, 9                         |
| 2017      | Na dobre i na złe        | Olga Leśniak                                       | odc. 674, 675                     |
| 2017      | Na Wspólnej              | Dominika                                           |                                   |
| 2019–2020 | O mnie się nie martw     | stażystka Maria Barska                             |                                   |
| 2020      | Ojciec Mateusz           | Marzena Turowska, dziewczyna Tośka                 | odc. 291                          |
| 2020      | Osiecka                  | żona Henryka Grynberga                             | odc. 8                            |
| 2021      | Piękni i bezrobotni      | właścicielka mieszkania                            | odc. 11                           |
| 2022      | M jak miłość             | Irma                                               |                                   |
| 2023-2024 | Pierwsza miłość          | Pielęgniarka Basia                                 |                                   |